# Bardas Mamicônio
Bardas Mamicônio (em armênio/arménio: Վար Մամիկոնյան; romaniz.: Vard Mamikonian; m. 508, 510/11 ou 514) foi marzobã (governador) da Armênia por quatro anos, de 505/10 a 509/14, durante o reinado do xainxá Cavades I (488-496; 499-531). Governou em sucessão de seu irmão Vaanes I.

## Nome
Bardas (Βάρδας, Bárdas) é a forma latina e grega do armênio Varde (Վարդ, Vard), que pode ter derivado do parta vard- (em iraniano antigo *vr̥da-), "rosa", ou do iraniano antigo vard-, "virar".

## Biografia
Bardas era o terceiro filho de Maictes e Zoique, uma filha de Vararanes ou Vasaces Arzerúnio, e o irmão mais novo de Vaanes I. Foi refém dos persas durante sua juventude. Seu irmão Vaanes o fez asparapetes (comandante-em-chefe) quando tornou-se marzobã em 485. Sucedeu seu irmão como marzobã em 505 ou 510. Também reteve o título bizantino de patrício segundo Sebeos (século VII) e Estêvão de Taraunitis (século X), porém, nem Lázaro de Farpe (século V) nem o Livro das Cartas cita o título, indicando possível má-interpretação dos historiadores posteriores. Ele foi afastado do cargo quatro anos depois e deportado à Pérsia, por ordem do xá que suspeitou, talvez por calúnia de algum nacarar, que mantinha relações com o Império Bizantino. Foi substituído por um marzobã persa, que pôs fim à autonomia armênia de curta duração. O xainxá Cavades I (488-496; 499-531), ansioso por manter a paz, manteve a liberdade religiosa na Armênia.

## Posteridade
Bardas teve ao menos dois filhos:
- Vasaces, o pai do asparapetes Manuel II morto pelo marzobã Surena em 572;
- Maictes, pai de Musel II, o ancestral de todos os Mamicônios posteriores.

Hipoteticamente são adicionados mais dois filhos: Amazaspes, mestre dos soldados da Armênia (magister militum per Armeniam) em 536 e Artavasdes IV.